# Marie Under
Marie Under (n. 27 martie 1883, Tallinn, Imperiul Rus – d. 25 septembrie 1980, Stockholm, Suedia) a fost o poetă estonă. A fost nominalizată la premiul Nobel pentru literatură de cel puțin opt ori.[cât?]

## Biografie
Under s-a născut în Tallinn și a urmat o școală privată germană de fete. După absolvire, a lucrat ca vânzătoare într-o librărie. În timpul liber, obișnuia să scrie poezii în germană. În 1902 s-a căsătorit cu contabilul estonian, Carl Hacker. Cuplul a avut doi copii în Kuchino, o suburbie din Moscova. Cu toate acestea, în 1904 ea s-a îndrăgostit de artistul estonian Ants Laikmaa. Laikmaa a convins-o să traducă poeziile în limba estonă și a prezentat lucrările traduse ziarelor locale.

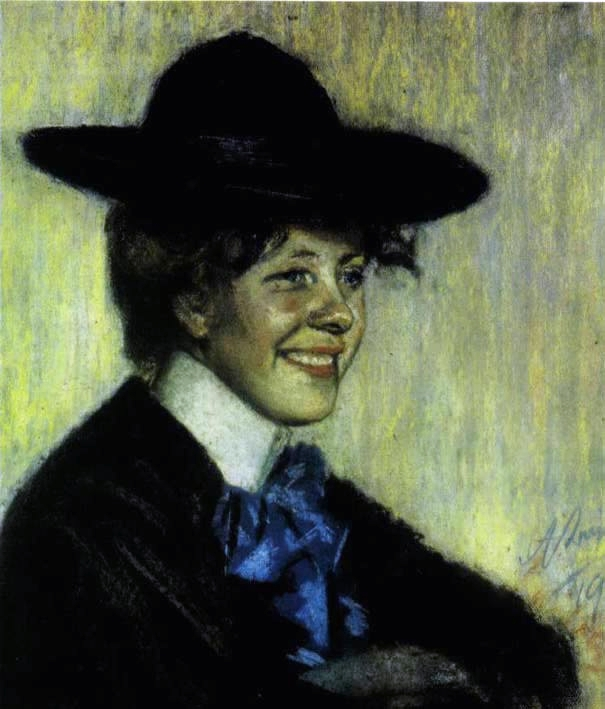
Portretul Mariei Under de artistul estonian Furnici Laikmaa în 1904

## Întoarcerea în Estonia
În 1906 Under s-a întors în Reval. În 1913 l-a cunoscut pe  Artur Adson, care i-a devenit secretar. De asemenea, el a compilat primele volume de poezii publicate. În 1924 Under a divorțat de Carl Hacker și s-a căsătorit cu Adson.

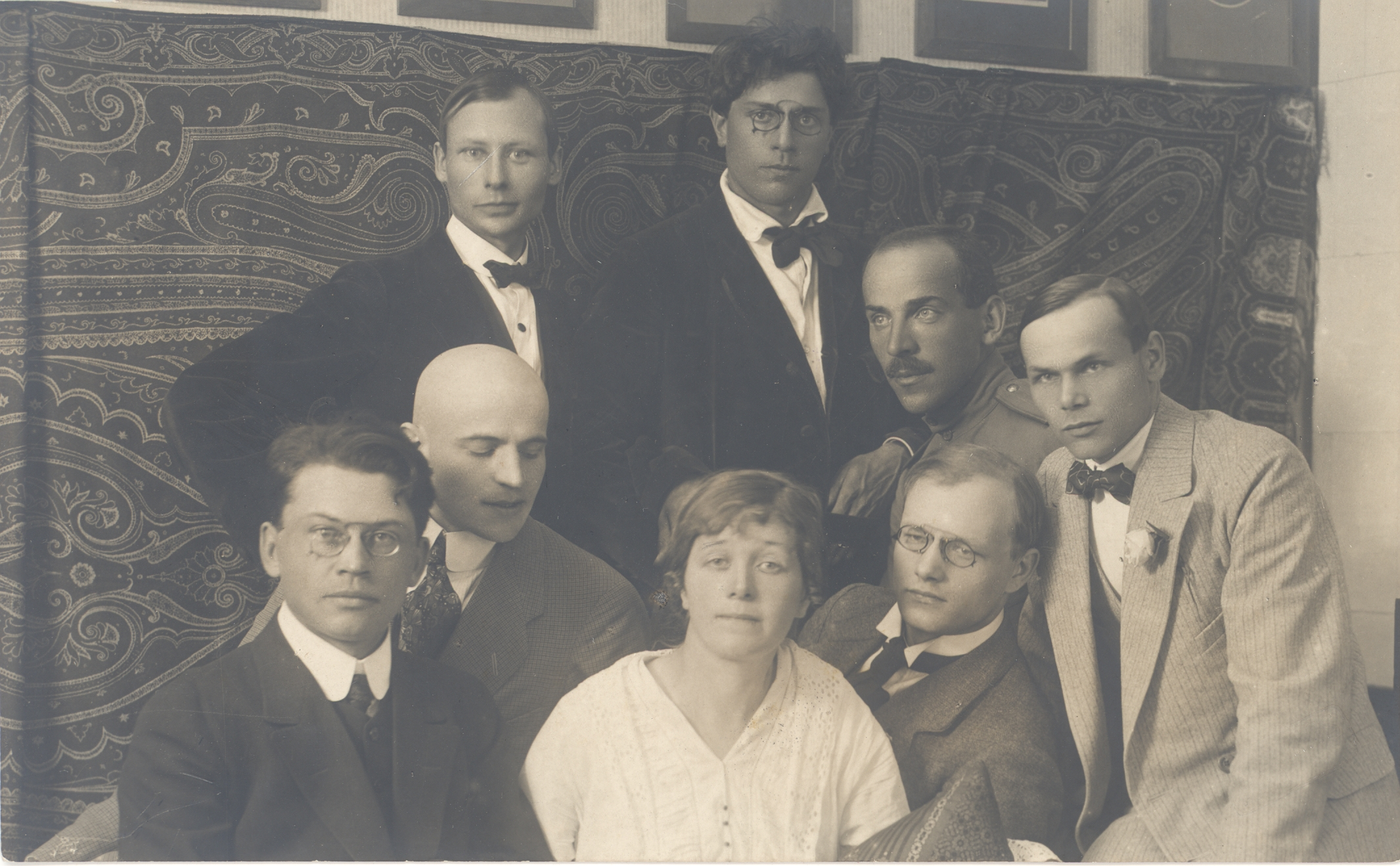
Membrii grupului Siuru, în spate: Peet Aren, Otto Krusten, primul rând: Friedebert Tuglas, Arthur Adson, Marie Under, August Gailit, Johannes Semper și Henrik Visnapuu.

La sfârșitul anilor 1910 Under a fost implicată în mișcarea literară Siuru. Numită după o pasăre de foc din mitologia fino-ugrică, a fost fondată în 1917 și a fost o mișcare expresionistă și neo-romantică care a contrazis tradiția formalistă a grupului Tineri Estonieni. Alți poeți estonieni și autori implicați în mișcarea Siuru, în acea perioadă, au fost Peet Aren, Otto Krusten, Friedebert Tuglas, Artur Adson, August Gailit, Johannes Semper și Henrik Visnapuu. Între 1917 și 1919 grupul de poeți a publicat trei volume de poezii. Conflictele în cadrul grupului au condus în 1919 la plecarea lui Visnapuu și Gailit, în timp ce Johannes Barbarus și August Alle s-au alăturat ca noi membri.
Under a fost una dintre fondatorii Uniunii Scriitorilor Estonieni, în anul 1922.
În 1920 Under era o vizitatoare frecventă a casei lui Igor Severianin, un poet rus, în satul Toila, unde de multe ori ea era în vacanță. Severianin a publicat o carte de traduceri a lui Under. Severianin nu vorbea limba estonă și utiliza traducerea cuvânt-cu-cuvânt, ca bază.

## Viața în exil

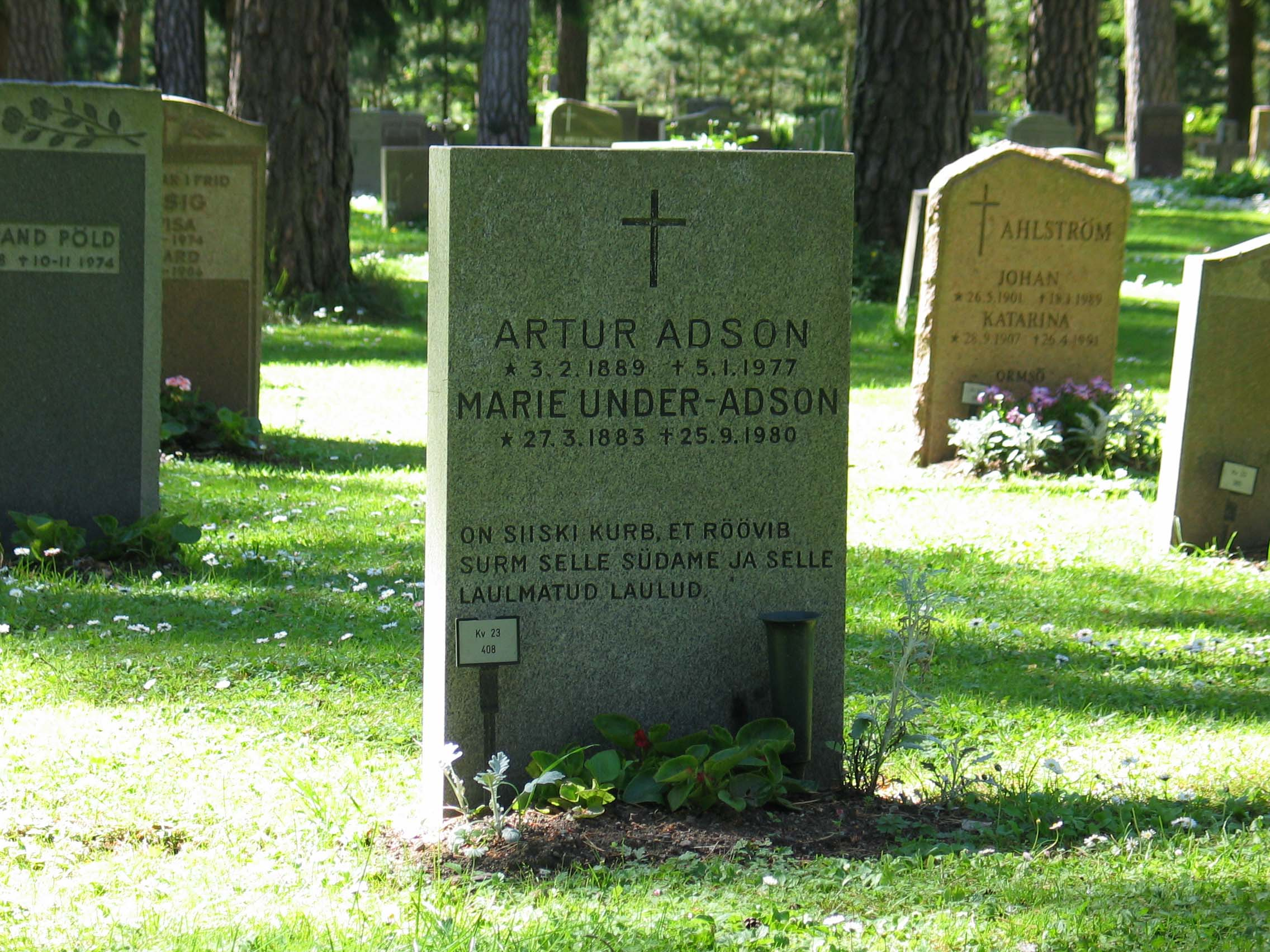
Mormintele lui Under și Adson în Skogskyrkogården, în Suedia.

În septembrie 1944 U.R.S.S.-ul a reocupat Estonia. Under și familia ei au fugit în Suedia. Ei au trăit aproape un an într-o tabără de refugiați. În 1945 familia s-a mutat la Mälarhöjden, o suburbie din Stockholm, Suedia, unde Under a trăit până la moartea sa, pe 25 septembrie 1980. A murit în Stockholm și este înmormântată în cimitirul Skogskyrkogården din Stockholm. În ianuarie 2015 a fost anunțat că va fi reînhumată în Estonia..

## Traduceri
Lucrările lui Under au fost traduse în cel puțin 26 de limbi. Ea este una dintre scriitoarele estone cu cele mai multe traduceri.
- Rusă de către Igor Severianin.
- Komi de Nina Obrezkova (2008).[16]
- Udmurtă de Nadejda Pchelovodova (Nadi Terci, 2006).

## Legături externe
- Articolul din revista literară estonă Arhivat în 17 octombrie 2002, la Wayback Machine., einst.ee
- Marie Under Arhivat în 6 ianuarie 2009, la Wayback Machine. în imagini, kirmus.ee